# 142857 (tal)
142 857 är det naturliga talet som följer 142 856 och som följs av 142 858.
Talet har många intressanta matematiska egenskaper.

## Multiplikation
Om man multiplicerar talet med 2, 3, 4, 5 eller 6, blir svaret ett anagram av sig självt.
```
1 · 142 857 = 142 857       1/7 = 0,142857 142857...
2 · 142 857 = 285 714       2/7 = 0,285714 285714...
3 · 142 857 = 428 571       3/7 = 0,428571 428571...
4 · 142 857 = 571 428       4/7 = 0,571428 571428...
5 · 142 857 = 714 285       5/7 = 0,714285 714285...
6 · 142 857 = 857 142       6/7 = 0,857142 857142...
7 · 142 857 = 999 999       7/7 = 1 = 0,999999...

```

Oavsett vilket positivt heltal man multiplicerar talet med blir produkten alltid en variation av 142 857 eller 999 999.
```
 8 · 142 857 = 1 142 856     Addera den första siffran till de
                             sex sista och summan blir 142 857.
42 · 142 857 = 5 999 994     Addera den första siffran till de
                             sex sista och summan blir 999 999.

```

- 142 8572 = 20 408 122 449

20 408 + 122 449 = 142 857
- 142 8574 = 416 491 461 893 377 757 601

416 + 491 461 + 893 377 + 757 601 = 2 142 855
2 + 142 855 = 142 857
- 142 8578 = 173 465 137 830 082 936 774 412 507 898 191 113 275 201

173 465 + 137 830 + 082 936 + 774 412 + 507 898 + 191 113 + 275 201 = 2 142 855
2 + 142 855 = 142 857

## Division
Nedanstående listor över kvoter utgör endast exempel. Det finns många fler intressanta kvoter.
Här följer kvoter som utgör variationer av talet 142 857. Med undantag av tre bråktal, så är det endast tvåpotenser och fempotenser som nämnare i denna lista:
```
142 857 ÷   1 2/3 = 85 714,2
142 857 ÷       2 = 71 428,5
142 857 ÷   2 1/2 = 57 142,8
142 857 ÷   3 1/3 = 42 857,1
142 857 ÷       4 = 35 714,25            Addera den första siffran till den sista och summan
                                         blir 5 714,28.
142 857 ÷       5 = 28 571,4
142 857 ÷       8 = 17 857,125           Addera de två första siffrorna till de två sista och
                                         summan blir 857,142.
142 857 ÷      16 =  8 928,5625          Addera de två första siffrorna till de två sista och
                                         summan blir 28,5714.
142 857 ÷      25 =  5 714,28
142 857 ÷      32 =  4 464,28125         Addera de tre första siffrorna till de tre sista och
                                         summan blir 4,28571.
142 857 ÷      64 =  2 232,140625        Addera de fyra första siffrorna till de fyra sista
                                         och summan blir 0,142857.
142 857 ÷     125 =  1 142,856           Addera den första siffran till den sista och summan
                                         blir 142,857.
142 857 ÷     128 =  1 116,0703125       Addera de fem första siffrorna till de fem sista och
                                         summan blir 0,0714285.
142 857 ÷     256 =    558,035156250     Addera de sex första siffrorna till de sex sista och
                                         summan blir 0,000714285.
142 857 ÷     512 =    279,017578125     Addera de sex första siffrorna till de sex sista och
                                         summan blir 0,000857142.
142 857 ÷     625 =    228,5712          Addera den första siffran till den sista och summan
                                         blir 28,5714.

```

Kvoter som på olika sätt består av nior:
```
142 857 ÷   9 = 15 873                   15 + 873 = 999
142 857 ÷  11 = 12 987                   12 + 987 = 999
142 857 ÷  13 = 10 989                   10 + 989 = 999
142 857 ÷  22 =  6 493,5                 64 + 935 = 999
142 857 ÷  26 =  5 494,5                 54 + 945 = 999
142 857 ÷  37 =  3 861                    38 + 61 =  99
142 857 ÷  52 =  2 747,25               274 + 725 = 999
142 857 ÷  55 =  2 597,4                 25 + 974 = 999
142 857 ÷  65 =  2 197,8                 21 + 978 = 999
142 857 ÷  88 =  1 623,375          1 + 623 + 375 = 999
142 857 ÷ 104 =  1 373,625          1 + 373 + 625 = 999
142 857 ÷ 111 =  1 287                    12 + 87 =  99
142 857 ÷ 143 =    999
142 857 ÷ 176 =    811,6875         8 + 116 + 875 = 999
142 857 ÷ 185 =    772,2                  77 + 22 =  99
142 857 ÷ 195 =    732,6                  73 + 26 =  99
142 857 ÷ 208 =    686,8125         6 + 868 + 125 = 999
142 857 ÷ 222 =    643,5                  64 + 35 =  99
142 857 ÷ 275 =    519,48                51 + 948 = 999
142 857 ÷ 286 =    499,5                  4 + 995 = 999
142 857 ÷ 296 =    482,625           48 + 26 + 25 =  99
142 857 ÷ 375 =    380,952           38 + 09 + 52 =  99
142 857 ÷ 416 =    343,40625       34 + 340 + 625 = 999
142 857 ÷ 444 =    321,75             3 + 21 + 75 =  99
142 857 ÷ 555 =    257,4                  25 + 74 =  99
142 857 ÷ 572 =    249,75                24 + 975 = 999
142 857 ÷ 592 =    241,3125      2 + 41 + 31 + 25 =  99
142 857 ÷ 625 =    228,5712         2 + 285 + 712 = 999
142 857 ÷ 715 =    199,8                  1 + 998 = 999
142 857 ÷ 888 =    160,875           16 + 08 + 75 =  99
142 857 ÷ 925 =    154,44             1 + 54 + 44 =  99
142 857 ÷ 962 =    148,5                  14 + 85 =  99

```

## Addition
Även vid addition dyker ofta 999 upp.
```
            142 + 857 = 999
            428 + 571 = 999
            285 + 714 = 999
         14 + 28 + 57 = 99
         42 + 85 + 71 = 99 + 99 = 198
1 + 4 + 2 + 8 + 5 + 7 = 9 + 9 + 9 = 27
   1428 + 5714 + 2857 = 9999

```

## Övrigt
8572 - 1422 = 734 449 - 20 164 = 714 285     (142 857 · 5)

## Liknande tal
142 857 är ett cykliskt tal. Liknande tal kan i vissa fall fås ur följande formel (gäller många talsystem):
{\displaystyle {\frac {10^{(x-1)}-1}{x}}}
där x är ett primtal
I basen 10 ger primtal såsom exempelvis 17, 19, 23, 29 och 47 liknande utvecklingar. Det gör däremot inte t.ex. primtalet 13.
Av alla tal som kan tas fram med denna formel är talet 142 857 det enda som inte börjar med siffran noll (gäller basen 10).
De första cykliska talen som denna formel ger är:
| x  | Tal                                                           | Antal siffror i talet |
| -- | ------------------------------------------------------------- | --------------------- |
| 7  | 142 857                                                       | 6                     |
| 17 | 0 588 235 294 117 647                                         | 16                    |
| 19 | 052 631 578 947 368 421                                       | 18                    |
| 23 | 0 434 782 608 695 652 173 913                                 | 22                    |
| 29 | 0 344 827 586 206 896 551 724 137 931                         | 28                    |
| 47 | 0 212 765 957 446 808 510 638 297 872 340 425 531 914 893 617 | 46                    |

I ovanståeende tabell är antalet siffror i talet i samtliga fall ett mindre än x. Det kan beskrivas så här:
- Talet 1/7 har en 6 siffror lång talserie som upprepar sig:

0,142857  142857  1428557...
Därför är 142857 ett cykliskt tal. (För 6 = 7 - 1.)
- Talet 1/17 har en 16 siffror lång talserie som upprepar sig:

0,0588235294117647  0588235294117647  0588235294117647...
Därför är 0588235294117647 ett cykliskt tal. (För 16  = 17 - 1.)
- Talet 1/13 har en talserie på endast 6 siffror som upprepar sig:

0,076923  076923  076923...
Därför är 076923 inte ett cykliskt tal.

## Talet 326451
Talet 326 451 har speciella egenskaper då det kombineras med talet 142 857.
```
3 · 142857 = 428571
2 · 142857 = 285714
6 · 142857 = 857142
4 · 142857 = 571428
5 · 142857 = 714285
1 · 142857 = 142857

```

```
               10 = 3 + (7 · 1)
              100 = 2 + (7 · 14)
            1 000 = 6 + (7 · 142)
           10 000 = 4 + (7 · 1428)
          100 000 = 5 + (7 · 14285)
        1 000 000 = 1 + (7 · 142857)
       10 000 000 = 3 + (7 · 1428571)
      100 000 000 = 2 + (7 · 14285714)
    1 000 000 000 = 6 + (7 · 142857142)
   10 000 000 000 = 4 + (7 · 1428571428)
  100 000 000 000 = 5 + (7 · 14285714285)
1 000 000 000 000 = 1 + (7 · 142857142857)

```